# Wilk morski (film 1941)
Wilk morski (ang. The Sea Wolf) – amerykański film przygodowy z 1941 roku. Film jest adaptacją powieści Wilk morski Jacka Londona.

## Treść
Treścią filmu jest opowieść o okrutnym kapitanie, który sprawuje nieograniczoną władzę nad załogą na swoim statku. Pewnego dnia na statku zjawia się para rozbitków – młody dziennikarz i uciekinierka z zakładu poprawczego.

## Obsada
- Edward G. Robinson – Wolf Larsen
- Ida Lupino – Ruth Webster
- John Garfield – George Leach
- Alexander Knox – Humphrey van Wyden
- Gene Lockhart – Louis J. Prescott
- Barry Fitzgerald – kucharz
- Stanley Ridges – Johnson
- David Bruce – młody marynarz
- Francis McDonald – Svenson
- Howard Da Silva – Harrison
- Frank Lackteen – palacz